# Szerb Nemzeti Tanács
Szerb Nemzeti Tanács (szerbhorvátul:  Српско народно вијеће, СНВ, Srpsko narodno vijeće, SNV) egy választott politikai, tanácsadó és koordináló testület, amely a polgári jogokkal és a kulturális identitással kapcsolatos ügyekben a horvátországi szerbek önkormányzati formájaként és autonóm kulturális intézményeként működik. A tanács fő területei az emberi, polgári és nemzeti jogok, valamint a horvátországi szerbek identitásának, a horvát társadalomban való részvételének és integrációjának kérdései.
A testületet a horvátországi szerb közösség koordinátoraként hozták létre 1997-ben, a horvátországi háború végét, és a magát önhatalmúlag kikiáltó Krajinai Szerb Köztársaság leverését követően. Létrehozásának jogalapját az 1995-ben aláírt nemzetközi erdődi megállapodás képezte, amely Kelet-Szlavóniában, Baranyában és Nyugat-Szerémségben a békés reintegrációért cserébe kulturális autonómia jogok biztosításával zárta le a konfliktust. A Szerb Nemzeti Tanács hálózata 94 regionális és helyi (települési vagy városi) tanácsból áll, összesen 1581 tanácstaggal, akiket a Nemzeti Kisebbségi Tanács és Képviselőválasztáson négyévente választanak meg.

## Előzmények
A mai Szerb Nemzeti Tanács hagyománya a mai Horvátország területén a szerb kulturális autonómia nem szegregációs és nem területi szervei történelmi előzményein alapul. A Szerb Nemzeti Tanács Statútumának 1. cikkelye (1) bekezdése negyedik szakaszának (4) bekezdése kifejezetten felsorolja a szerb kulturális autonómia következő történelmi alapjait, amelyeken a szerv működése alapul:
A) A Habsburg-ház uralkodói által 1690-ben, 1691-ben, 1695-ben, 1706-ban, 1713-ban, 1715-ben, 1732-ben és 1743-ban kiadott történelmi dokumentumok mellett kifejezetten megnevezve az uralkodónak az „illír nemzet” vallásszabadságának és egyházi autonómiájának szabályozásával kapcsolatos 1779. évi nyilatkozatát.
B) A Habsburg Birodalom és az Osztrák–Magyar Monarchia 1790., 1848. és 1868. évi törvénycikkei.
C) I. Ferenc József császár Rescriptuma, amelyet Samuilo Maširević karlócai pátriárkának adott ki 1868. október 10-én.
D) Az 1887. május 14-iki törvény és a szerbek jogaival kapcsolatos egyéb törvények, amelyeket a Szábor, a a Horvát, Szlavón és Dalmát Háromegy Királyság parlamentje hozott.
E) A Szlovén–Horvát–Szerb Állam Szlovének, Horvátok és Szerbek Országos Tanácsának 1918. évi dokumentuma.
F) A Horvátország Nemzeti Felszabadítására létrehozott Antifasiszta Tanács (ZAVNOH) iratai, amelyek a horvátországi szerbeket a horvátokkal együtt a Tanács egyenrangú tagjainak nyilvánítja, valamint világháború utáni horvát alkotmányos szervezet alapját képező dokumentumai.

## Története

### Jugoszlávia felbomlása
A Horvát Szocialista Köztársaságban 1990-ben az első többpárti választásokra a Jugoszláv Szocialista Szövetségi Köztársaság politikai válsága, a Jugoszláv Kommunisták Szövetsége felbomlása, valamint a horvátok és szerbek közötti növekvő etnikai feszültség idején került sor. A horvátországi szerbek többsége a megreformált Horvátországi Kommunisták Szövetségére szavazott, de az meglepetésre, csak a második lett a választásokon. A számos horvátországi szerb közösség jelentős része attól tartott, hogy az akkoriban nacionalista politikát folytató Horvát Demokratikus Közösség vezette új kormány megengedheti vagy kezdeményezheti a Független Horvát Államban a szerbek második világháborús népirtása során tapasztalt elnyomó politikát. Ezeket a félelmeket a nacionalista Szerb Demokrata Párt javára próbálták meg kihasználni, amely az etnikai elkülönülés befejezése érdekében ellenőrzést gyakorolt a legtöbb szerb többségi közösség felett. A nacionalista szerb vezetés céljainak megvalósítását elősegítette a Jugoszláv Néphadsereg bevonása, különösen Szlavónia multikulturális és többnemzetiségű keleti részein (Podunavlje), amely később a Kelet-Szlavóniai, Baranyai és Nyugat-Szerémségi Szerb Autonóm Területet alkotta, ahol a szerbek nem voltak többségben, és a Szerb Demokrata Párt az 1990-es választások idején még nem is létezett.
1991. december 8-án (mindössze két nappal azután, hogy a kormányerők átvették a város irányítását) Lipiken a horvátországi háború további eszkalációjának megakadályozása és a konfliktus békés megoldása érdekében megalakult a Szerb Demokrata Fórum. Ekkorra már befejeződött a háború kezdeti szakasza, amely a szerbek és horvátok lakta területek szétválásához vezetett. A horvát kormány által ellenőrzött területeken élő szerbek és a Krajinai Szerb Köztársaság horvátjai üldöztetésnek és kiutasításnak voltak kitéve. A horvát kormány által ellenőrzött területeken élő szerbek első kezdeményezéseiket a kulturális koordinációs testület létrehozására 1992-ben kezdték meg. A csoport a Habsburg Birodalomban a 17. és 19. század között létező történelmi testületek mintájára a Szerb Nemzetgyűlést kívánt létrehozni. A kezdeményezést a horvát parlament és a horvát kormány képviselői elítélték, mivel a Horvátország párhuzamos parlamentjének létrehozására törekedtek, és az ezt követő negatív médiakampány veszélyesebbnek és ártalmasabbnak minősítette a kezdeményezést, mint a szerbek szeparatista akcióit a magát kikiáltó Krajinai Szerb Köztársaságban. Ez a kezdeményezés kudarcához és 1995 végéig és 1996 elejéig új kezdeményezések hiányához vezetett. This led to the failure of the initiative and absence of any new initiative until the late 1995 and early 1996.

### Alapítása
A Szerb Nemzeti Tanács alakuló gyűlését a Szerb Szervezetek Szövetsége és tagjai, a Prosvjeta, a Szerb Demokratikus Fórum, a Fiumei és Isztriai Szerb Közösség, valamint a Kelet-Szlavónia, Baranya és Nyugat-Szerémség Közös Tanácsa ösztönzésére 1997-ben Zágrábban tartották. Ezen kívül alapító tagok voltak még a Független Szerb Demokrata Párt, a Baranyai Demokrata Fórum, a Horvátországból kitelepített Szerb Menekültek Szövetsége, a Szerb ortodox egyház egyes egyházközségeinek képviselői, szerb nemzetiségű parlamenti képviselők és más tekintélyes személyek.

## A Statútum
A Szerb Nemzeti Tanács alapokmánya 29 cikkből áll. Az Alapokmány 2. cikke szerint a Tanács létrehozásának jogalapja:
- Horvátország alkotmányának rendelkezései

- Horvátország alkotmányának szövege a nemzeti kisebbségek jogairól

- Az emberi jogokról és szabadságjogokról, valamint az etnikai és nemzeti közösségek és kisebbségek jogairól szóló nemzetközi törvények (Egyesült Nemzetek Alapokmánya, Emberi Jogok Egyetemes Nyilatkozata, Polgári és Politikai Jogok Nemzetközi Egyezségokmánya, Gazdasági, Szociális és Kulturális Jogok Nemzetközi Egyezségokmánya, Helsinki Záróokmány, Párizsi Charta és egyéb vonatkozó EBESZ-dokumentumok, az Emberi Jogok Európai Egyezménye jegyzőkönyveivel, a faji megkülönböztetés minden formájának felszámolásáról szóló nemzetközi egyezmény, a népirtásról szóló egyezmény, a gyermekek jogairól szóló egyezmény és más, Horvátország által aláírt vonatkozó szerződések.[4]

## Szervezeti felépítés
A Szerb Nemzeti Tanács a Közgyűlésből, az Elnökségből, a Felügyelő Bizottságból, az elnökből, az alelnökből és az alelnökökből áll.
 
Az elnökség állandó munkatestületei:

1) Kiválasztási, kinevezési és szervezőbizottság

2) Emberi Jogi Bizottság a szerbek alkotmányos és jogi helyzetében

3) Oktatási és Ifjúsági Bizottság

4) Visszatérési, Újjáépítési és a Szerbek társadalmi-gazdasági helyzetével foglalkozó Bizottság

5) Tájékoztatási, Kiadói és Dokumentációs Bizottság

6) Más országok szerbjeivel való együttműködési bizottság.

## Fordítás
- Ez a szócikk részben vagy egészben  a   Serb National Council című angol Wikipédia-szócikk ezen változatának fordításán alapul.  Az eredeti cikk szerkesztőit annak laptörténete sorolja fel. Ez a jelzés csupán a megfogalmazás eredetét és a szerzői jogokat jelzi, nem szolgál a cikkben szereplő információk forrásmegjelöléseként.